# El gordo Villanueva
El gordo Villanueva es una película argentina cómica de 1964 dirigida por Julio Saraceni y protagonizada por Jorge Porcel, Julia Sandoval y Juan Carlos Altavista. Fue estrenada el 11 de junio de 1964. Si bien ya había debutado en cine, el filme fue la primera película protagonizada por Porcel.

## Sinopsis
El gordo Villanueva (Jorge Porcel) es capaz de hacer cualquier cosa con tal de vivir bien sin tener que trabajar.

## Reparto
- Jorge Porcel (Clodomiro Villanueva)
- Julia Sandoval
- Juan Carlos Altavista
- Héctor Calcaño
- Guillermo Battaglia
- Fabio Zerpa
- María Esther Podestá
- Jesús Gómez
- Héctor Fuentes
- Luisina Brando
- Saúl Jarlip
- Vicente Forastieri
- Susana André
- Tristán
- Aída Villadeamigo
- Orestes Soriani
- Rafael Diserio
- Celia Geraldy
- Los Wawancó ejecutan la cumbia "Pongale el     lacre" de Miguel Loubet, Sergio Solar y Horacio Malvicino